# Río Yaracuy

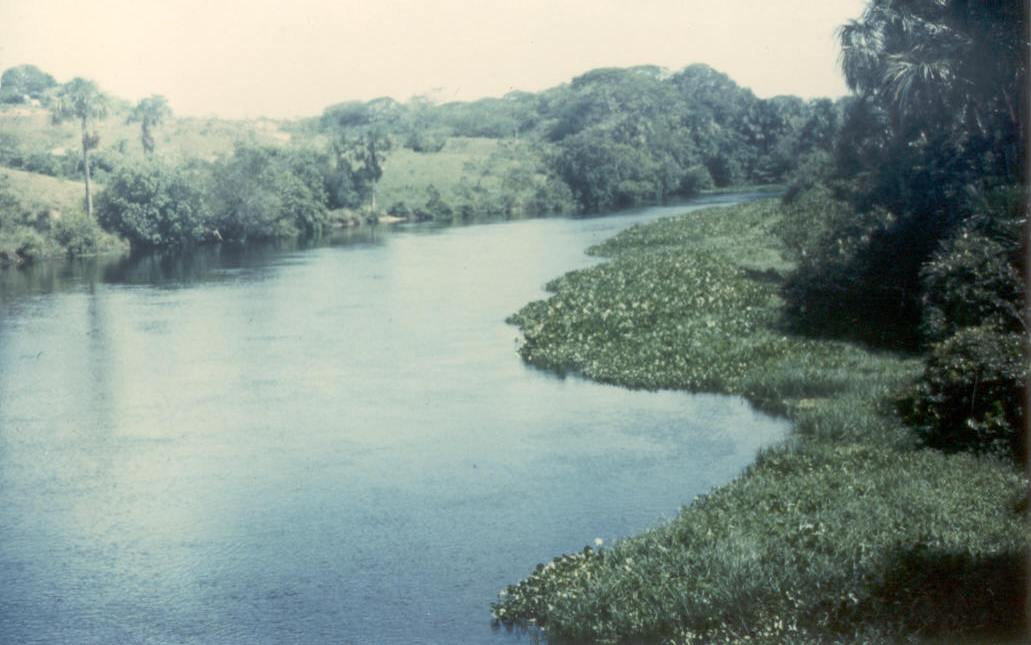
Río Yaracuy a la altura de El Peñón, Yaracuy.

El Río Yaracuy es un río de Venezuela. Las nacientes del río se encuentran en la vertiente norte del Macizo de Nirgua, aunque los tributarios originales se ubican  en la vertiente sur de la Sierra de Aroa en Urachiche. El río recorre unos 130 km a través del estado Yaracuy, aunque en su tramo final es limítrofe con Carabobo. Desemboca en el mar Caribe en el golfo Triste.
Es un río esencialmente de llanura. Entre sus afluentes se cuentan los ríos Urachiche Guama, Quebrada Grande, Yurubí, Agua Blanca y Taría. Durante la temporada de lluvias el río se desborda produciendo anegamientos sobre las zonas próximas a sus márgenes.
Las aguas del Yaracuy son actualmente utilizadas para irrigación de grandes plantaciones de caña de azúcar, maíz y plátano, así como para el suministro de agua a las poblaciones de San Felipe, San Pablo, Boraure, entre otras. 
Su desembocadura marca el límite entre los estados Carabobo, Yaracuy y Falcón prácticamente en un mismo punto.